# Francesco Maria II della Rovere
Francesco Maria II della Rovere (Pesaro, 20 febbraio 1549 – Urbania, 28 aprile 1631) è stato un condottiero italiano rinascimentale.
Fu l'ultimo duca di Urbino, duca di Sora, signore di Pesaro, Senigallia, Fossombrone e Gubbio.

## Biografia

### Infanzia
Figlio di Guidobaldo II della Rovere, Duca sovrano di Urbino e Conte di Montefeltro, e di Vittoria Farnese, fu educato rigorosamente e trascorse gli anni tra il 1565 e 1568 alla corte di Spagna.
Avendo Guidobaldo II aderito alla Lega Santa contro i Turchi, in risposta all'appello fatto dal Papa Pio V ai principi cattolici di buona volontà in difesa dell'Europa e della Cristianità dall'invasione musulmana, Francesco Maria II partecipò nel 1571 alla battaglia di Lepanto, alla testa di oltre 2.000 soldati provenienti dal ducato di Urbino.
Il giovane erede diede lustro al casato, distinguendosi valorosamente nel conflitto, combattendo a fianco di don Giovanni d'Austria.
Nel 1574, alla morte del padre, gli successe nel ducato. Il rapporto tra i due era stato sempre difficile e contrastato e Francesco Maria inaugurò il proprio dominio con la messa in stato d'accusa dei principali ministri del padre, Antonio Stati e Pietro Bonarelli, il primo processato e condannato a morte, il secondo sfuggito al processo e rifugiatosi dapprima a Ferrara presso Alfonso II d’Este, quindi a Novellara presso il conte Camillo Gonzaga. I due vennero accusati di avere cospirato contro la sua vita e di essersi appropriati di beni del ducato, ma il vero obiettivo del giovane duca era la cattiva amministrazione del padre con l'intenzione di inaugurare un nuovo corso politico ed economico.

### Duca di Urbino e Sora
Nel 1580 vendette per 100.000 scudi a Giacomo Boncompagni il Ducato di Sora e Arce, dominio storico della sua famiglia, per far fronte alle difficoltà economiche in cui versava il Ducato di Urbino ereditato dal padre. Ottenne il titolo di “Serenissimo” da Sua Maestà Cattolica il 15 settembre 1585 e lo stesso giorno fu nominato Cavaliere del Tosone d’Oro.
Proprio a causa del risanamento economico attuato da Francesco Maria II attraverso una saggia gestione ed evitando di gravare i sudditi di tasse, si ricorda come il duca più amato e stimato dal popolo del ducato.

### Primo matrimonio
Nel 1598 la moglie Lucrezia d'Este morì senza aver lasciato eredi. Sull'opportunità di nuove nozze o, in alternativa, di far tornare il ducato, in assenza di eredi alla morte dell'ultimo duca, sotto il dominio papale, il duca interpellò appositamente i suoi sudditi, i quali risposero accoratamente e sollecitarono il quarantanovenne sovrano a nuove nozze.

### Secondo matrimonio
Il 26 aprile 1599 a Casteldurante sposò la cugina Livia della Rovere, più giovane di trentasei anni, per poter dare al ducato un erede che scongiurasse l'estinzione della casata dei Della Rovere e l'annessione nello Stato Pontificio. Il 16 maggio 1605 venne alla luce Federico Ubaldo che, giovanissimo, assunse le redini del ducato e sposò Claudia de' Medici nel 1621, dando a Francesco Maria II una nipotina Vittoria, futura granduchessa di Toscana, ultima esponente diretta dei Della Rovere e unica erede del suo patrimonio allodiale.

### Fine del ducato di Urbino e morte
Federico Ubaldo morì improvvisamente il 29 giugno 1623, lasciando il ducato nuovamente nelle mani del padre il quale il 20 dicembre 1624, rassegnato all'estinzione della casata, sottoscrisse la devoluzione di tutti i feudi rovereschi al papa Urbano VIII, sovrano dello Stato della Chiesa. La devoluzione divenne esecutiva alla sua morte avvenuta a Casteldurante (sua residenza preferita) il 28 aprile 1631, dove fu sepolto nella chiesa del Crocifisso.

## Ascendenza
|                                 |                |                                         | Genitori                               |  |  | Nonni |  |  | Bisnonni              |  |  | Trisnonni              |  |
|                                 |                |                                         |                                        |  |  |       |  |  | Giovanni della Rovere |  |  | Raffaello della Rovere |  |
|                                 |                |                                         |                                        |  |  |       |  |  | Giovanni della Rovere |  |  | Raffaello della Rovere |  |
|                                 |                | Teodora Manirolo                        |                                        |  |  |       |  |  | Giovanni della Rovere |  |  |                        |  |
| Francesco Maria I della Rovere  |                |                                         |                                        |  |  |       |  |  | Giovanni della Rovere |  |  |                        |  |
|                                 |                | Giovanna da Montefeltro                 | Federico da Montefeltro                |  |  |       |  |  |                       |  |  |                        |  |
|                                 |                | Giovanna da Montefeltro                 | Federico da Montefeltro                |  |  |       |  |  |                       |  |  |                        |  |
|                                 |                | Giovanna da Montefeltro                 | Battista Sforza                        |  |  |       |  |  |                       |  |  |                        |  |
| Guidobaldo II della Rovere      |                | Giovanna da Montefeltro                 |                                        |  |  |       |  |  |                       |  |  |                        |  |
|                                 |                | Francesco II Gonzaga                    | Federico I Gonzaga                     |  |  |       |  |  |                       |  |  |                        |  |
|                                 |                | Francesco II Gonzaga                    | Federico I Gonzaga                     |  |  |       |  |  |                       |  |  |                        |  |
|                                 |                | Francesco II Gonzaga                    | Margherita di Baviera                  |  |  |       |  |  |                       |  |  |                        |  |
| Eleonora Gonzaga della Rovere   |                | Francesco II Gonzaga                    |                                        |  |  |       |  |  |                       |  |  |                        |  |
|                                 |                | Isabella d'Este                         | Ercole I d'Este                        |  |  |       |  |  |                       |  |  |                        |  |
|                                 |                | Isabella d'Este                         | Ercole I d'Este                        |  |  |       |  |  |                       |  |  |                        |  |
|                                 |                | Isabella d'Este                         | Eleonora d'Aragona                     |  |  |       |  |  |                       |  |  |                        |  |
| Francesco Maria II della Rovere |                | Isabella d'Este                         |                                        |  |  |       |  |  |                       |  |  |                        |  |
|                                 | Papa Paolo III | Pier Luigi Farnese, signore di Montalto |                                        |  |  |       |  |  |                       |  |  |                        |  |
|                                 | Papa Paolo III | Pier Luigi Farnese, signore di Montalto |                                        |  |  |       |  |  |                       |  |  |                        |  |
|                                 | Papa Paolo III | Giovanna Gaetani di Sermoneta           |                                        |  |  |       |  |  |                       |  |  |                        |  |
| Pier Luigi Farnese              | Papa Paolo III |                                         |                                        |  |  |       |  |  |                       |  |  |                        |  |
|                                 |                | Silvia Ruffini                          | Rufino Ruffini                         |  |  |       |  |  |                       |  |  |                        |  |
|                                 |                | Silvia Ruffini                          | Rufino Ruffini                         |  |  |       |  |  |                       |  |  |                        |  |
|                                 |                | Silvia Ruffini                          | …                                      |  |  |       |  |  |                       |  |  |                        |  |
| Vittoria Farnese                |                | Silvia Ruffini                          |                                        |  |  |       |  |  |                       |  |  |                        |  |
|                                 |                | Conte Ludovico Orsini                   | Niccolò II Orsini, conte di Pitigliano |  |  |       |  |  |                       |  |  |                        |  |
|                                 |                | Conte Ludovico Orsini                   | Niccolò II Orsini, conte di Pitigliano |  |  |       |  |  |                       |  |  |                        |  |
|                                 |                | Conte Ludovico Orsini                   | Elena Conti                            |  |  |       |  |  |                       |  |  |                        |  |
| Gerolama Orsini                 |                | Conte Ludovico Orsini                   |                                        |  |  |       |  |  |                       |  |  |                        |  |
|                                 |                | Giulia Conti                            | Giacomo Conti                          |  |  |       |  |  |                       |  |  |                        |  |
|                                 |                | Giulia Conti                            | Giacomo Conti                          |  |  |       |  |  |                       |  |  |                        |  |
|                                 |                | Giulia Conti                            | Isabella Carafa                        |  |  |       |  |  |                       |  |  |                        |  |
|                                 |                | Giulia Conti                            |                                        |  |  |       |  |  |                       |  |  |                        |  |

## Galleria d'immagini

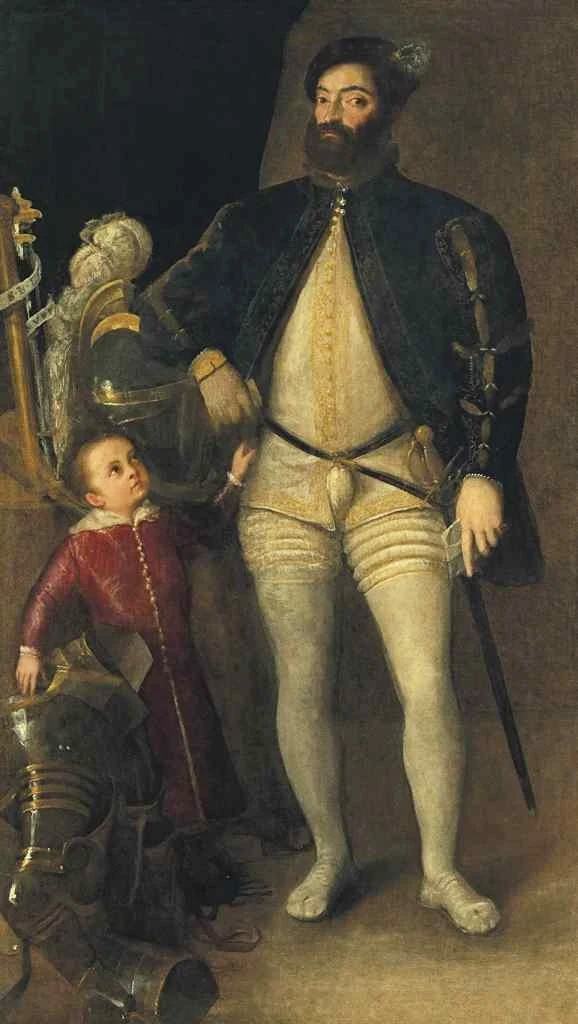
Francesco Maria in tenera età ritratto con il padre Guidobaldo II della Rovere (collezione privata)
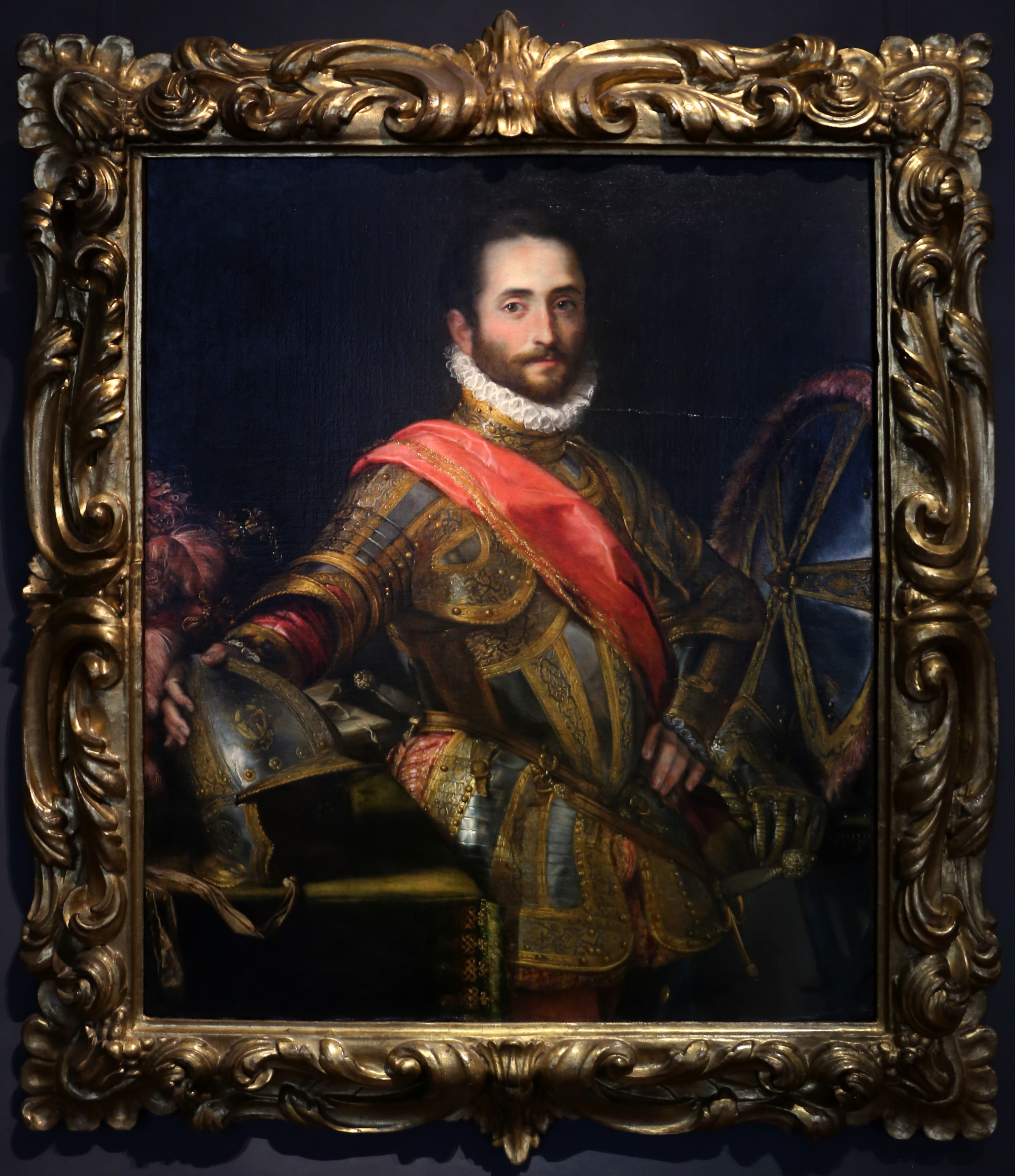
Francesco Maria II, ritratto di Federico Barocci, 1572 (Galleria degli Uffizi)
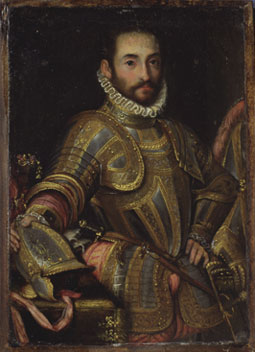
Francesco Maria II, ritratto di scuola baroccesca (Museo Lázaro Galdiano)
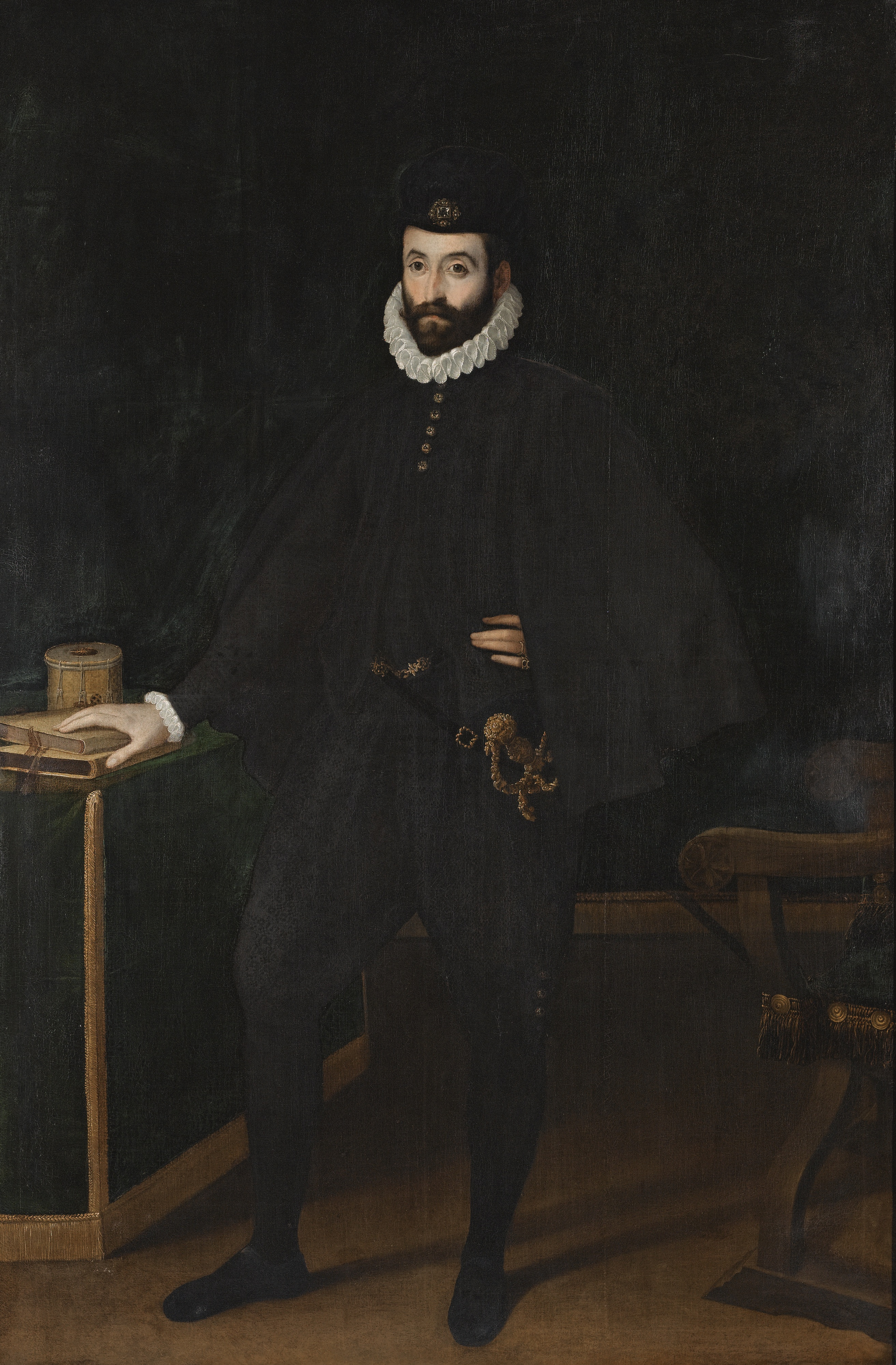
Francesco Maria II, ritratto di scuola baroccesca (collezione privata)
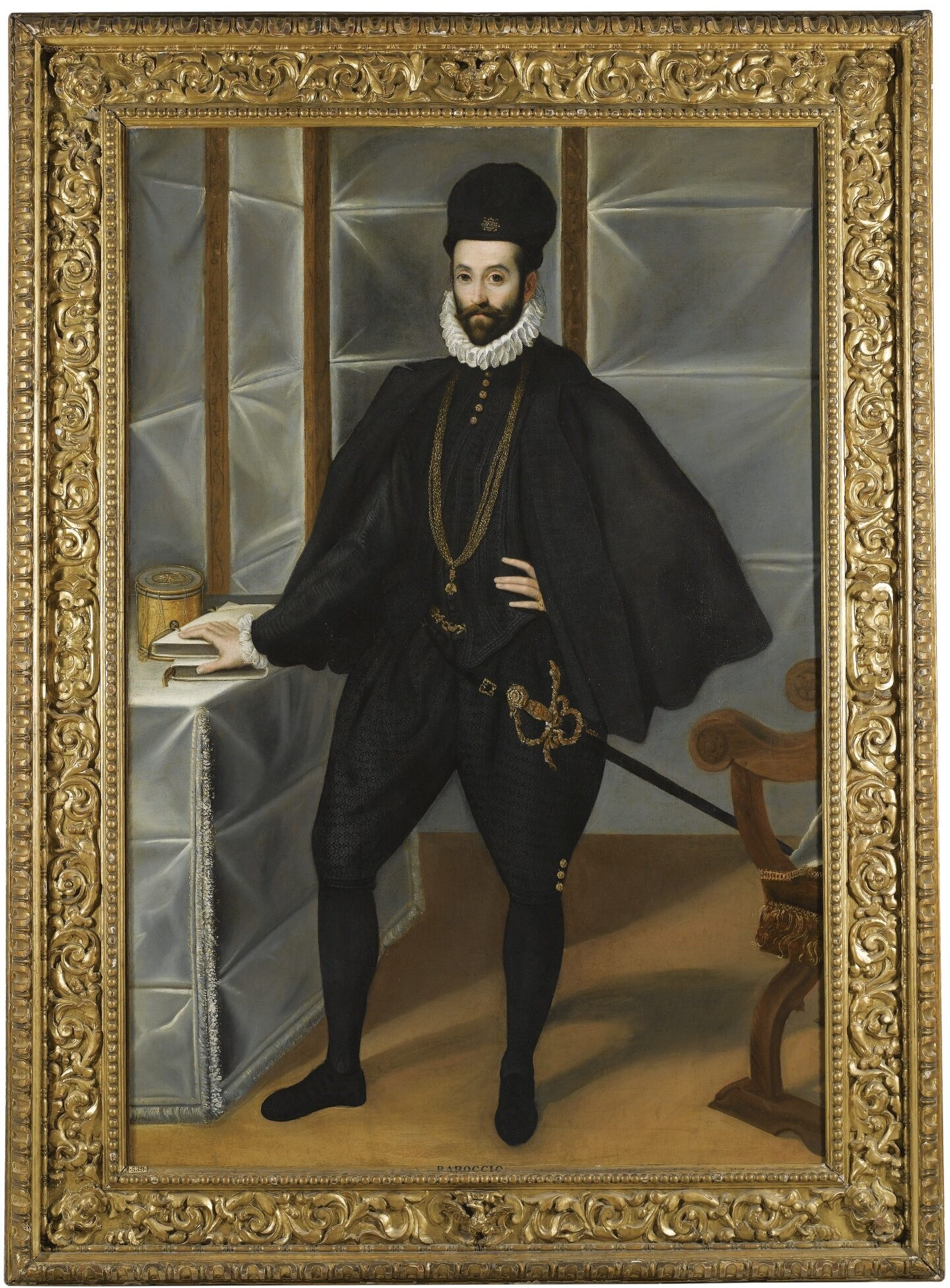
Francesco Maria II, ritratto di scuola baroccesca, 1585 circa (collezione privata)
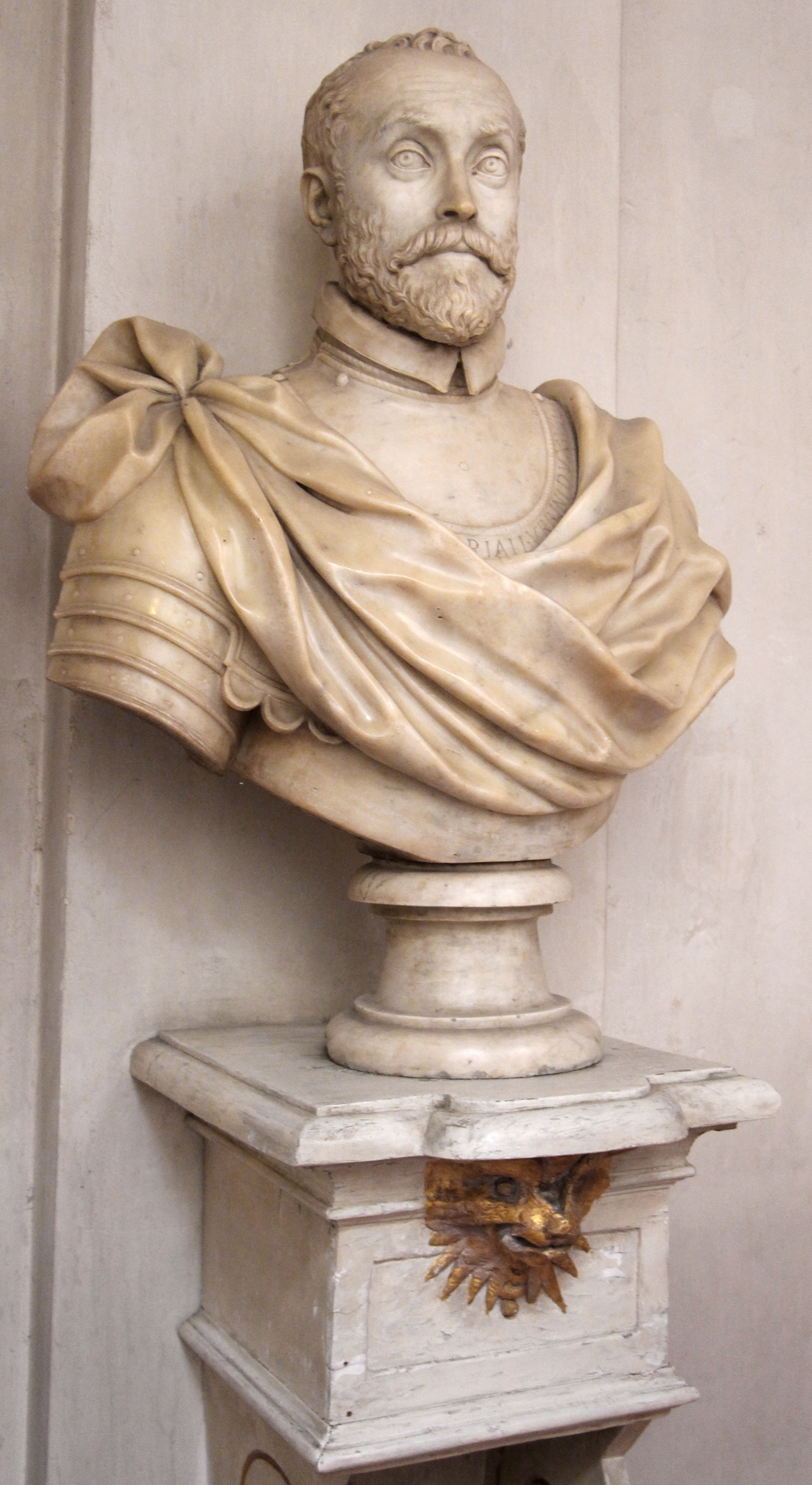
Busto di Francesco Maria II di Giovanni Bandini
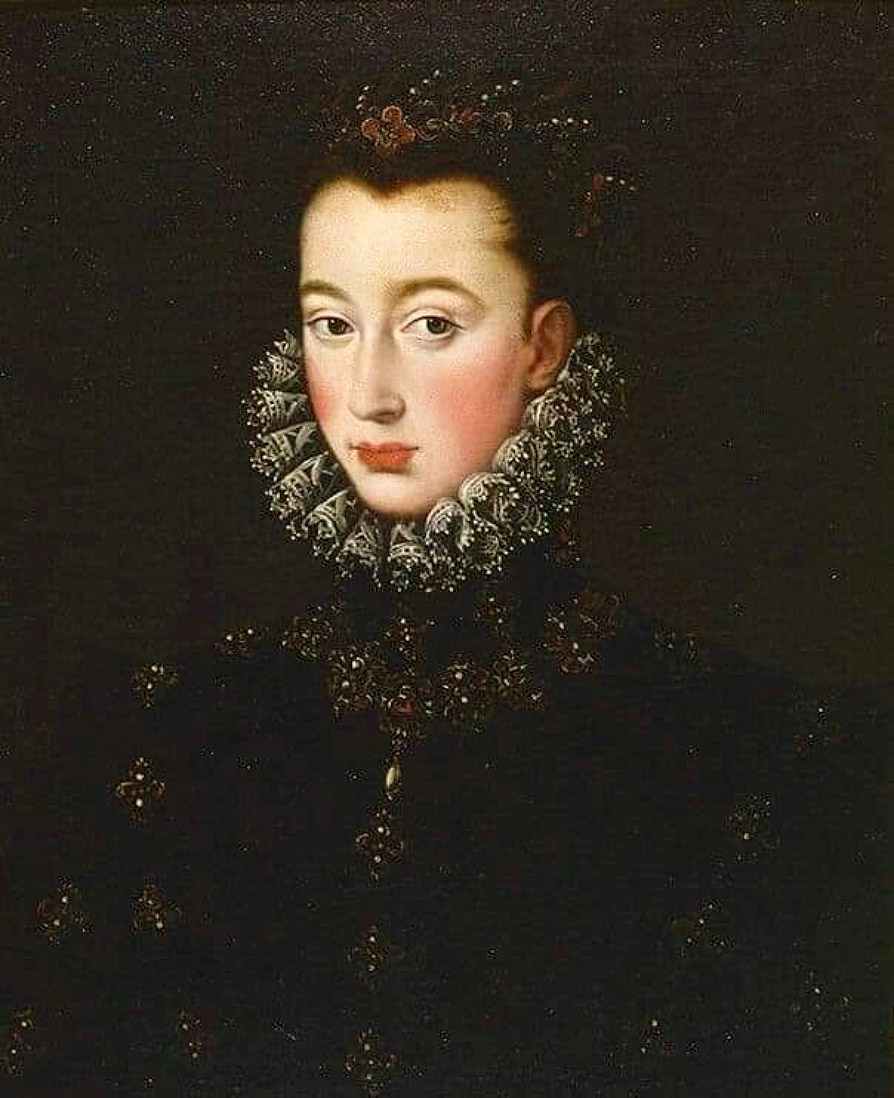
Lucrezia d'Este, prima moglie
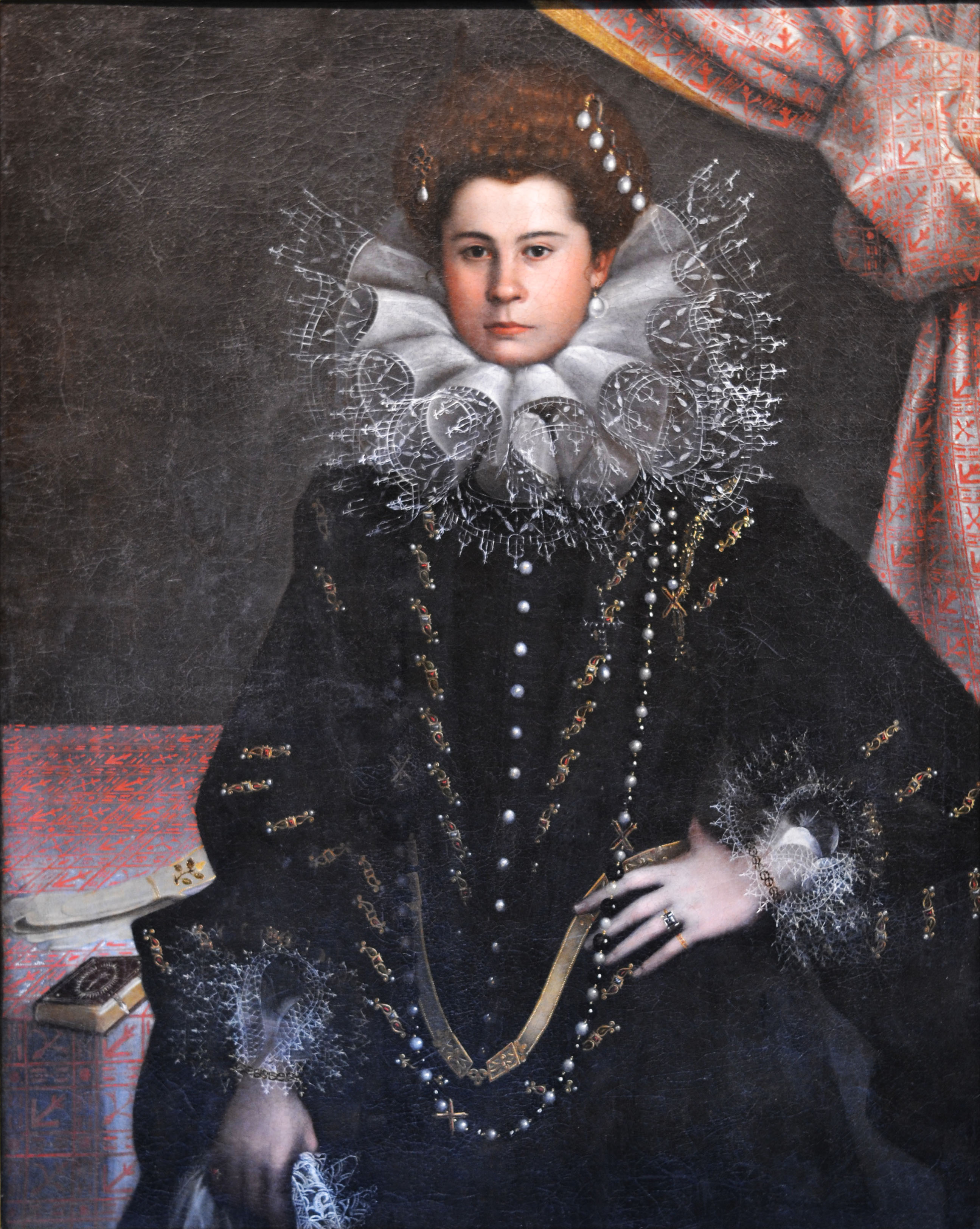
Livia della Rovere, seconda moglie